# Río Damjurts
El río Damjurts (del ruso: Дамхурц) es un río de la Rusia europea meridional (república de Karacháyevo-Cherkesia), en el Cáucaso Norte, afluente por la izquierda del río Bolshaya Labá, constituyente del Labá, de la cuenca hidrográfica del Kubán. Longitud: 22 km. Área de la cuenca hidrográfica: 110 km.

## Curso
Tiene una longitud de alrededor de 20 km. Nace en las cumbres del Cáucaso Occidental, en la vertiente oeste del Mamjurts (2.408 m.) y el puerto de Damjurts, al norte de la frontera con Abjasia. Su curso discurre en dirección predominantemente nornordeste, rodeado de bosques de coníferas (pino y abeto) adaptadas a los empinados barrancos. Desemboca en el Bolshaya Labá en Damjurts. Su curso marca la frontera de la Reserva de la Biosfera del Cáucaso. 
El puerto de Damjurts es un paso fácil hacia el valle del río Lashipse y el lago Ritsa, en Abjasia.